# Lista över fornlämningar i Sotenäs kommun (Askum)
Lista över fornlämningar i Sotenäs kommun (Askum) är en förteckning av ett urval av de fornlämningar som finns i Askum i Sotenäs kommun.
| Namn                             | Lämningstyp                      | Tillkomsttid | Historisk indelning | Plats | Läge                 | ID-nr          | Bild                                      |
| -------------------------------- | -------------------------------- | ------------ | ------------------- | ----- | -------------------- | -------------- | ----------------------------------------- |
| Askum 2:1                        | Hällristning                     |              | Askum, Bohuslän     |       | 58.423344, 11.350936 | 10153200020001 | Ladda upp en till bild av detta fornminne |
| Askum 3:1                        | Hällristning                     |              | Askum, Bohuslän     |       | 58.420681, 11.345178 | 10153200030001 | Ladda upp en bild av detta fornminne      |
| Askum 4:1                        | Hällristning                     |              | Askum, Bohuslän     |       | 58.436207, 11.354927 | 10153200040001 | Ladda upp en bild av detta fornminne      |
| Askum 5:1                        | Hällristning                     |              | Askum, Bohuslän     |       | 58.423736, 11.352093 | 10153200050001 | Ladda upp en bild av detta fornminne      |
| Askum 6:1                        | Hällristning                     |              | Askum, Bohuslän     |       | 58.419455, 11.344020 | 10153200060001 | Ladda upp en bild av detta fornminne      |
| Askum 6:2                        | Hällristning                     |              | Askum, Bohuslän     |       | 58.419390, 11.343838 | 10153200060002 | Ladda upp en bild av detta fornminne      |
| Askum 6:3                        | Hällristning                     |              | Askum, Bohuslän     |       | 58.419516, 11.344264 | 10153200060003 | Ladda upp en bild av detta fornminne      |
| Askum 6:4                        | Hällristning                     |              | Askum, Bohuslän     |       | 58.419505, 11.344421 | 10153200060004 | Ladda upp en bild av detta fornminne      |
| Askum 6:5                        | Hällristning                     |              | Askum, Bohuslän     |       | 58.419448, 11.344364 | 10153200060005 | Ladda upp en bild av detta fornminne      |
| Askum 6:6                        | Hällristning                     |              | Askum, Bohuslän     |       | 58.419322, 11.343823 | 10153200060006 | Ladda upp en bild av detta fornminne      |
| Askum 6:7                        | Hällristning                     |              | Askum, Bohuslän     |       | 58.419535, 11.343948 | 10153200060007 | Ladda upp en bild av detta fornminne      |
| Askum 7:1                        | Hällristning                     |              | Askum, Bohuslän     |       | 58.418626, 11.340767 | 10153200070001 | Ladda upp en bild av detta fornminne      |
| Askum 7:2                        | Hällristning                     |              | Askum, Bohuslän     |       | 58.418908, 11.341208 | 10153200070002 | Ladda upp en bild av detta fornminne      |
| Askum 7:3                        | Hällristning                     |              | Askum, Bohuslän     |       | 58.418930, 11.341390 | 10153200070003 | Ladda upp en bild av detta fornminne      |
| Askum 7:4                        | Hällristning                     |              | Askum, Bohuslän     |       | 58.419097, 11.341068 | 10153200070004 | Ladda upp en bild av detta fornminne      |
| Askum 8:1                        | Hällristning                     |              | Askum, Bohuslän     |       | 58.419037, 11.338214 | 10153200080001 | Ladda upp en bild av detta fornminne      |
| Askum 8:2                        | Hällristning                     |              | Askum, Bohuslän     |       | 58.419023, 11.338069 | 10153200080002 | Ladda upp en bild av detta fornminne      |
| Askum 9:1                        | Hällristning                     |              | Askum, Bohuslän     |       | 58.418544, 11.337434 | 10153200090001 | Ladda upp en bild av detta fornminne      |
| Askum 10:1                       | Hällristning                     |              | Askum, Bohuslän     |       | 58.419533, 11.332438 | 10153200100001 | Ladda upp en bild av detta fornminne      |
| Askum 11:1                       | Hällristning                     |              | Askum, Bohuslän     |       | 58.424454, 11.336704 | 10153200110001 | Ladda upp en bild av detta fornminne      |
| Askum 11:2                       | Hällristning                     |              | Askum, Bohuslän     |       | 58.424357, 11.336548 | 10153200110002 | Ladda upp en bild av detta fornminne      |
| Askum 11:3                       | Hällristning                     |              | Askum, Bohuslän     |       | 58.424237, 11.336481 | 10153200110003 | Ladda upp en bild av detta fornminne      |
| Askum 11:4                       | Hällristning                     |              | Askum, Bohuslän     |       | 58.424363, 11.336710 | 10153200110004 | Ladda upp en bild av detta fornminne      |
| Askum 11:5                       | Hällristning                     |              | Askum, Bohuslän     |       | 58.424438, 11.336562 | 10153200110005 | Ladda upp en bild av detta fornminne      |
| Askum 12:1                       | Hällristning                     |              | Askum, Bohuslän     |       | 58.425205, 11.336997 | 10153200120001 | Ladda upp en bild av detta fornminne      |
| Askum 12:2                       | Hällristning                     |              | Askum, Bohuslän     |       | 58.425271, 11.337254 | 10153200120002 | Ladda upp en bild av detta fornminne      |
| Askum 13:1                       | Hällristning                     |              | Askum, Bohuslän     |       | 58.425922, 11.338377 | 10153200130001 | Ladda upp en bild av detta fornminne      |
| Askum 13:2                       | Hällristning                     |              | Askum, Bohuslän     |       | 58.425730, 11.338351 | 10153200130002 | Ladda upp en bild av detta fornminne      |
| Askum 14:1                       | Hällristning                     |              | Askum, Bohuslän     |       | 58.418607, 11.322117 | 10153200140001 | Ladda upp en bild av detta fornminne      |
| Askum 14:2                       | Hällristning                     |              | Askum, Bohuslän     |       | 58.418706, 11.322324 | 10153200140002 | Ladda upp en bild av detta fornminne      |
| Askum 15:1                       | Hällristning                     |              | Askum, Bohuslän     |       | 58.418615, 11.318804 | 10153200150001 | Ladda upp en bild av detta fornminne      |
| Askum 15:2                       | Hällristning                     |              | Askum, Bohuslän     |       | 58.418559, 11.318950 | 10153200150002 | Ladda upp en bild av detta fornminne      |
| Askum 15:3                       | Hällristning                     |              | Askum, Bohuslän     |       | 58.418599, 11.318878 | 10153200150003 | Ladda upp en bild av detta fornminne      |
| Askum 15:4                       | Hällristning                     |              | Askum, Bohuslän     |       | 58.418752, 11.318328 | 10153200150004 | Ladda upp en bild av detta fornminne      |
| Askum 16:1                       | Hällristning                     |              | Askum, Bohuslän     |       | 58.417991, 11.323073 | 10153200160001 | Ladda upp en bild av detta fornminne      |
| Askum 17:1                       | Hällristning                     |              | Askum, Bohuslän     |       | 58.416868, 11.323488 | 10153200170001 | Ladda upp en bild av detta fornminne      |
| Askum 17:2                       | Hällristning                     |              | Askum, Bohuslän     |       | 58.416684, 11.323435 | 10153200170002 | Ladda upp en bild av detta fornminne      |
| Askum 17:3                       | Hällristning                     |              | Askum, Bohuslän     |       | 58.416724, 11.323119 | 10153200170003 | Ladda upp en bild av detta fornminne      |
| Askum 17:4                       | Hällristning                     |              | Askum, Bohuslän     |       | 58.416727, 11.323116 | 10153200170004 | Ladda upp en bild av detta fornminne      |
| Askum 17:5                       | Hällristning                     |              | Askum, Bohuslän     |       | 58.416895, 11.323458 | 10153200170005 | Ladda upp en bild av detta fornminne      |
| Askum 17:6                       | Hällristning                     |              | Askum, Bohuslän     |       | 58.416845, 11.323627 | 10153200170006 | Ladda upp en bild av detta fornminne      |
| Askum 17:7                       | Hällristning                     |              | Askum, Bohuslän     |       | 58.416868, 11.323327 | 10153200170007 | Ladda upp en bild av detta fornminne      |
| Askum 18:1                       | Hällristning                     |              | Askum, Bohuslän     |       | 58.418103, 11.319846 | 10153200180001 | Ladda upp en bild av detta fornminne      |
| Askum 19:1                       | Hällristning                     |              | Askum, Bohuslän     |       | 58.418211, 11.322334 | 10153200190001 | Ladda upp en bild av detta fornminne      |
| Askum 19:2                       | Hällristning                     |              | Askum, Bohuslän     |       | 58.418089, 11.322216 | 10153200190002 | Ladda upp en bild av detta fornminne      |
| Askum 20:1                       | Hällristning                     |              | Askum, Bohuslän     |       | 58.416484, 11.321544 | 10153200200001 | Ladda upp en bild av detta fornminne      |
| Askum 21:1                       | Hällristning                     |              | Askum, Bohuslän     |       | 58.415640, 11.322828 | 10153200210001 | Ladda upp en bild av detta fornminne      |
| Askum 22:1                       | Hällristning                     |              | Askum, Bohuslän     |       | 58.423052, 11.314237 | 10153200220001 | Ladda upp en bild av detta fornminne      |
| Askum 22:2                       | Hällristning                     |              | Askum, Bohuslän     |       | 58.423187, 11.314457 | 10153200220002 | Ladda upp en bild av detta fornminne      |
| Askum 22:3                       | Hällristning                     |              | Askum, Bohuslän     |       | 58.423279, 11.314489 | 10153200220003 | Ladda upp en bild av detta fornminne      |
| Askum 22:4                       | Hällristning                     |              | Askum, Bohuslän     |       | 58.423230, 11.315435 | 10153200220004 | Ladda upp en bild av detta fornminne      |
| Askum 23:1                       | Hällristning                     |              | Askum, Bohuslän     |       | 58.422723, 11.314118 | 10153200230001 | Ladda upp en bild av detta fornminne      |
| Askum 24:1                       | Hällristning                     |              | Askum, Bohuslän     |       | 58.423816, 11.314853 | 10153200240001 | Ladda upp en bild av detta fornminne      |
| Askum 24:2                       | Hällristning                     |              | Askum, Bohuslän     |       | 58.423816, 11.314853 | 10153200240002 | Ladda upp en bild av detta fornminne      |
| Askum 25:1                       | Hällristning                     |              | Askum, Bohuslän     |       | 58.423339, 11.314003 | 10153200250001 | Ladda upp en bild av detta fornminne      |
| Askum 26:1                       | Hällristning                     |              | Askum, Bohuslän     |       | 58.423050, 11.308419 | 10153200260001 | Ladda upp en bild av detta fornminne      |
| Askum 26:2                       | Hällristning                     |              | Askum, Bohuslän     |       | 58.423022, 11.308530 | 10153200260002 | Ladda upp en bild av detta fornminne      |
| Askum 27:1                       | Hällristning                     |              | Askum, Bohuslän     |       | 58.422855, 11.308914 | 10153200270001 | Ladda upp en bild av detta fornminne      |
| Askum 28:1                       | Stensättning                     |              | Askum, Bohuslän     |       | 58.423631, 11.316582 | 10153200280001 | Ladda upp en bild av detta fornminne      |
| Askum 28:2                       | Hällristning                     |              | Askum, Bohuslän     |       | 58.423631, 11.316582 | 10153200280002 | Ladda upp en bild av detta fornminne      |
| Askum 30:1                       | Hällristning                     |              | Askum, Bohuslän     |       | 58.432034, 11.320173 | 10153200300001 | Ladda upp en bild av detta fornminne      |
| Askum 31:1                       | Hällristning                     |              | Askum, Bohuslän     |       | 58.431270, 11.315865 | 10153200310001 | Ladda upp en bild av detta fornminne      |
| Askum 32:1                       | Hällristning                     |              | Askum, Bohuslän     |       | 58.429537, 11.309789 | 10153200320001 | Ladda upp en bild av detta fornminne      |
| Askum 33:1                       | Hällristning                     |              | Askum, Bohuslän     |       | 58.437175, 11.322258 | 10153200330001 | Ladda upp en bild av detta fornminne      |
| Askum 34:1                       | Hällristning                     |              | Askum, Bohuslän     |       | 58.418370, 11.327629 | 10153200340001 | Ladda upp en bild av detta fornminne      |
| Askum 34:2                       | Hällristning                     |              | Askum, Bohuslän     |       | 58.418548, 11.327513 | 10153200340002 | Ladda upp en bild av detta fornminne      |
| Askum 34:3                       | Hällristning                     |              | Askum, Bohuslän     |       | 58.418049, 11.327736 | 10153200340003 | Ladda upp en bild av detta fornminne      |
| Askum 34:4                       | Hällristning                     |              | Askum, Bohuslän     |       | 58.418279, 11.326688 | 10153200340004 | Ladda upp en bild av detta fornminne      |
| Askum 34:5                       | Hällristning                     |              | Askum, Bohuslän     |       | 58.418485, 11.327700 | 10153200340005 | Ladda upp en bild av detta fornminne      |
| Askum 34:6                       | Hällristning                     |              | Askum, Bohuslän     |       | 58.418485, 11.327700 | 10153200340006 | Ladda upp en bild av detta fornminne      |
| Askum 35:1                       | Hällristning                     |              | Askum, Bohuslän     |       | 58.419253, 11.328690 | 10153200350001 | Ladda upp en bild av detta fornminne      |
| Askum 36:1                       | Hällristning                     |              | Askum, Bohuslän     |       | 58.412251, 11.320655 | 10153200360001 | Ladda upp en bild av detta fornminne      |
| Askum 37:1                       | Hällristning                     |              | Askum, Bohuslän     |       | 58.422923, 11.322015 | 10153200370001 | Ladda upp en bild av detta fornminne      |
| Askum 38:1                       | Hällristning                     |              | Askum, Bohuslän     |       | 58.422803, 11.322360 | 10153200380001 | Ladda upp en bild av detta fornminne      |
| Askum 39:1                       | Hällristning                     |              | Askum, Bohuslän     |       | 58.422600, 11.323903 | 10153200390001 | Ladda upp en bild av detta fornminne      |
| Askum 39:2                       | Hällristning                     |              | Askum, Bohuslän     |       | 58.422612, 11.323916 | 10153200390002 | Ladda upp en bild av detta fornminne      |
| Askum 39:3                       | Hällristning                     |              | Askum, Bohuslän     |       | 58.422616, 11.323328 | 10153200390003 | Ladda upp en bild av detta fornminne      |
| Askum 40:1                       | Hällristning                     |              | Askum, Bohuslän     |       | 58.425433, 11.316416 | 10153200400001 | Ladda upp en bild av detta fornminne      |
| Askum 40:2                       | Hällristning                     |              | Askum, Bohuslän     |       | 58.425446, 11.316697 | 10153200400002 | Ladda upp en bild av detta fornminne      |
| Askum 41:1                       | Hällristning                     |              | Askum, Bohuslän     |       | 58.421001, 11.326868 | 10153200410001 | Ladda upp en bild av detta fornminne      |
| Askum 41:2                       | Hällristning                     |              | Askum, Bohuslän     |       | 58.420941, 11.326825 | 10153200410002 | Ladda upp en bild av detta fornminne      |
| Askum 41:3                       | Hällristning                     |              | Askum, Bohuslän     |       | 58.420941, 11.326825 | 10153200410003 | Ladda upp en bild av detta fornminne      |
| Askum 41:4                       | Hällristning                     |              | Askum, Bohuslän     |       | 58.420941, 11.326825 | 10153200410004 | Ladda upp en bild av detta fornminne      |
| Askum 42:1                       | Hällristning                     |              | Askum, Bohuslän     |       | 58.421462, 11.326915 | 10153200420001 | Ladda upp en bild av detta fornminne      |
| Askum 42:2                       | Hällristning                     |              | Askum, Bohuslän     |       | 58.421529, 11.326724 | 10153200420002 | Ladda upp en bild av detta fornminne      |
| Askum 42:3                       | Hällristning                     |              | Askum, Bohuslän     |       | 58.421586, 11.326622 | 10153200420003 | Ladda upp en bild av detta fornminne      |
| Askum 42:4                       | Hällristning                     |              | Askum, Bohuslän     |       | 58.421324, 11.327303 | 10153200420004 | Ladda upp en bild av detta fornminne      |
| Askum 42:5                       | Hällristning                     |              | Askum, Bohuslän     |       | 58.421401, 11.326131 | 10153200420005 | Ladda upp en bild av detta fornminne      |
| Askum 42:6                       | Hällristning                     |              | Askum, Bohuslän     |       | 58.421323, 11.325988 | 10153200420006 | Ladda upp en bild av detta fornminne      |
| Askum 42:7                       | Hällristning                     |              | Askum, Bohuslän     |       | 58.421645, 11.325749 | 10153200420007 | Ladda upp en bild av detta fornminne      |
| Askum 43:1                       | Hällristning                     |              | Askum, Bohuslän     |       | 58.415120, 11.318947 | 10153200430001 | Ladda upp en bild av detta fornminne      |
| Askum 43:2                       | Hällristning                     |              | Askum, Bohuslän     |       | 58.415100, 11.319331 | 10153200430002 | Ladda upp en bild av detta fornminne      |
| Askum 43:3                       | Hällristning                     |              | Askum, Bohuslän     |       | 58.415073, 11.319584 | 10153200430003 | Ladda upp en bild av detta fornminne      |
| Askum 45:1                       | Hällristning                     |              | Askum, Bohuslän     |       | 58.394773, 11.320265 | 10153200450001 | Ladda upp en bild av detta fornminne      |
| Askum 45:2                       | Hällristning                     |              | Askum, Bohuslän     |       | 58.394801, 11.320279 | 10153200450002 | Ladda upp en bild av detta fornminne      |
| Askum 46:1                       | Hällristning                     |              | Askum, Bohuslän     |       | 58.396788, 11.334754 | 10153200460001 | Ladda upp en bild av detta fornminne      |
| Askum 46:2                       | Hällristning                     |              | Askum, Bohuslän     |       | 58.396892, 11.334654 | 10153200460002 | Ladda upp en bild av detta fornminne      |
| Askum 46:3                       | Hällristning                     |              | Askum, Bohuslän     |       | 58.396790, 11.334583 | 10153200460003 | Ladda upp en bild av detta fornminne      |
| Askum 46:4                       | Hällristning                     |              | Askum, Bohuslän     |       | 58.396798, 11.334765 | 10153200460004 | Ladda upp en bild av detta fornminne      |
| Askum 47:1                       | Hällristning                     |              | Askum, Bohuslän     |       | 58.396794, 11.334222 | 10153200470001 | Ladda upp en bild av detta fornminne      |
| Askum 48:1                       | Hällristning                     |              | Askum, Bohuslän     |       | 58.396607, 11.334506 | 10153200480001 | Ladda upp en bild av detta fornminne      |
| Askum 48:2                       | Hällristning                     |              | Askum, Bohuslän     |       | 58.396510, 11.334538 | 10153200480002 | Ladda upp en bild av detta fornminne      |
| Askum 49:1                       | Hällristning                     |              | Askum, Bohuslän     |       | 58.396173, 11.335563 | 10153200490001 | Ladda upp en bild av detta fornminne      |
| Askum 50:1                       | Hällristning                     |              | Askum, Bohuslän     |       | 58.395926, 11.337022 | 10153200500001 | Ladda upp en bild av detta fornminne      |
| Askum 50:2                       | Hällristning                     |              | Askum, Bohuslän     |       | 58.395932, 11.337175 | 10153200500002 | Ladda upp en bild av detta fornminne      |
| Askum 50:3                       | Hällristning                     |              | Askum, Bohuslän     |       | 58.395939, 11.337362 | 10153200500003 | Ladda upp en bild av detta fornminne      |
| Askum 51:1                       | Hällristning                     |              | Askum, Bohuslän     |       | 58.396138, 11.337145 | 10153200510001 | Ladda upp en bild av detta fornminne      |
| Askum 51:2                       | Hällristning                     |              | Askum, Bohuslän     |       | 58.396105, 11.336992 | 10153200510002 | Ladda upp en bild av detta fornminne      |
| Askum 51:3                       | Hällristning                     |              | Askum, Bohuslän     |       | 58.396086, 11.336775 | 10153200510003 | Ladda upp en bild av detta fornminne      |
| Askum 51:4                       | Hällristning                     |              | Askum, Bohuslän     |       | 58.396139, 11.336628 | 10153200510004 | Ladda upp en bild av detta fornminne      |
| Askum 52:1                       | Hällristning                     |              | Askum, Bohuslän     |       | 58.395082, 11.335276 | 10153200520001 | Ladda upp en bild av detta fornminne      |
| Askum 53:1                       | Hällristning                     |              | Askum, Bohuslän     |       | 58.394739, 11.336148 | 10153200530001 | Ladda upp en bild av detta fornminne      |
| Askum 53:2                       | Hällristning                     |              | Askum, Bohuslän     |       | 58.394727, 11.336304 | 10153200530002 | Ladda upp en bild av detta fornminne      |
| Askum 53:3                       | Hällristning                     |              | Askum, Bohuslän     |       | 58.394688, 11.336453 | 10153200530003 | Ladda upp en bild av detta fornminne      |
| Askum 53:4                       | Hällristning                     |              | Askum, Bohuslän     |       | 58.394825, 11.336049 | 10153200530004 | Ladda upp en bild av detta fornminne      |
| Askum 54:1                       | Hällristning                     |              | Askum, Bohuslän     |       | 58.394684, 11.336790 | 10153200540001 | Ladda upp en bild av detta fornminne      |
| Askum 54:2                       | Hällristning                     |              | Askum, Bohuslän     |       | 58.394685, 11.336788 | 10153200540002 | Ladda upp en bild av detta fornminne      |
| Askum 54:3                       | Hällristning                     |              | Askum, Bohuslän     |       | 58.394783, 11.336716 | 10153200540003 | Ladda upp en bild av detta fornminne      |
| Askum 54:4                       | Hällristning                     |              | Askum, Bohuslän     |       | 58.394783, 11.336714 | 10153200540004 | Ladda upp en bild av detta fornminne      |
| Askum 54:5                       | Hällristning                     |              | Askum, Bohuslän     |       | 58.394780, 11.336586 | 10153200540005 | Ladda upp en bild av detta fornminne      |
| Askum 54:6                       | Hällristning                     |              | Askum, Bohuslän     |       | 58.394766, 11.336454 | 10153200540006 | Ladda upp en bild av detta fornminne      |
| Askum 55:1                       | Hällristning                     |              | Askum, Bohuslän     |       | 58.394887, 11.335801 | 10153200550001 | Ladda upp en bild av detta fornminne      |
| Askum 56:1                       | Hällristning                     |              | Askum, Bohuslän     |       | 58.393955, 11.341711 | 10153200560001 | Ladda upp en bild av detta fornminne      |
| Askum 56:2                       | Hällristning                     |              | Askum, Bohuslän     |       | 58.394045, 11.341567 | 10153200560002 | Ladda upp en bild av detta fornminne      |
| Askum 57:1                       | Hällristning                     |              | Askum, Bohuslän     |       | 58.394184, 11.341815 | 10153200570001 | Ladda upp en bild av detta fornminne      |
| Askum 57:2                       | Hällristning                     |              | Askum, Bohuslän     |       | 58.394189, 11.341805 | 10153200570002 | Ladda upp en bild av detta fornminne      |
| Askum 57:3                       | Hällristning                     |              | Askum, Bohuslän     |       | 58.394192, 11.341810 | 10153200570003 | Ladda upp en bild av detta fornminne      |
| Askum 58:1                       | Hällristning                     |              | Askum, Bohuslän     |       | 58.393815, 11.344285 | 10153200580001 | Ladda upp en bild av detta fornminne      |
| Askum 58:2                       | Hällristning                     |              | Askum, Bohuslän     |       | 58.393824, 11.344083 | 10153200580002 | Ladda upp en bild av detta fornminne      |
| Askum 59:1                       | Hällristning                     |              | Askum, Bohuslän     |       | 58.393668, 11.344203 | 10153200590001 | Ladda upp en bild av detta fornminne      |
| Askum 59:2                       | Hällristning                     |              | Askum, Bohuslän     |       | 58.393668, 11.344203 | 10153200590002 | Ladda upp en bild av detta fornminne      |
| Askum 60:1                       | Hällristning                     |              | Askum, Bohuslän     |       | 58.392722, 11.344854 | 10153200600001 | Ladda upp en bild av detta fornminne      |
| Askum 61:1                       | Hällristning                     |              | Askum, Bohuslän     |       | 58.399853, 11.344971 | 10153200610001 | Ladda upp en bild av detta fornminne      |
| Askum 61:2                       | Hällristning                     |              | Askum, Bohuslän     |       | 58.399853, 11.344971 | 10153200610002 | Ladda upp en bild av detta fornminne      |
| Askum 61:3                       | Hällristning                     |              | Askum, Bohuslän     |       | 58.399870, 11.344710 | 10153200610003 | Ladda upp en bild av detta fornminne      |
| Askum 62:1                       | Hällristning                     |              | Askum, Bohuslän     |       | 58.402292, 11.344516 | 10153200620001 | Ladda upp en bild av detta fornminne      |
| Askum 63:1                       | Hällristning                     |              | Askum, Bohuslän     |       | 58.401671, 11.346542 | 10153200630001 | Ladda upp en bild av detta fornminne      |
| Askum 63:2                       | Hällristning                     |              | Askum, Bohuslän     |       | 58.401732, 11.346705 | 10153200630002 | Ladda upp en bild av detta fornminne      |
| Askum 64:1                       | Hällristning                     |              | Askum, Bohuslän     |       | 58.402559, 11.345797 | 10153200640001 | Ladda upp en bild av detta fornminne      |
| Askum 65:1                       | Hällristning                     |              | Askum, Bohuslän     |       | 58.403434, 11.356865 | 10153200650001 | Ladda upp en bild av detta fornminne      |
| Askum 65:2                       | Hällristning                     |              | Askum, Bohuslän     |       | 58.403524, 11.356869 | 10153200650002 | Ladda upp en bild av detta fornminne      |
| Askum 65:3                       | Hällristning                     |              | Askum, Bohuslän     |       | 58.403524, 11.356868 | 10153200650003 | Ladda upp en bild av detta fornminne      |
| Askum 66:1                       | Hällristning                     |              | Askum, Bohuslän     |       | 58.403268, 11.357231 | 10153200660001 | Ladda upp en bild av detta fornminne      |
| Askum 66:2                       | Hällristning                     |              | Askum, Bohuslän     |       | 58.403219, 11.357374 | 10153200660002 | Ladda upp en bild av detta fornminne      |
| Askum 66:3                       | Hällristning                     |              | Askum, Bohuslän     |       | 58.403401, 11.357185 | 10153200660003 | Ladda upp en bild av detta fornminne      |
| Askum 67:1                       | Hällristning                     |              | Askum, Bohuslän     |       | 58.402415, 11.359131 | 10153200670001 | Ladda upp en till bild av detta fornminne |
| Askum 67:2                       | Hällristning                     |              | Askum, Bohuslän     |       | 58.402399, 11.359276 | 10153200670002 | Ladda upp en bild av detta fornminne      |
| Askum 67:3                       | Hällristning                     |              | Askum, Bohuslän     |       | 58.402465, 11.359278 | 10153200670003 | Ladda upp en bild av detta fornminne      |
| Askum 67:4                       | Hällristning                     |              | Askum, Bohuslän     |       | 58.402438, 11.358611 | 10153200670004 | Ladda upp en bild av detta fornminne      |
| Askum 68:1                       | Hällristning                     |              | Askum, Bohuslän     |       | 58.402231, 11.359962 | 10153200680001 | Ladda upp en bild av detta fornminne      |
| Askum 68:2                       | Hällristning                     |              | Askum, Bohuslän     |       | 58.402154, 11.360058 | 10153200680002 | Ladda upp en bild av detta fornminne      |
| Askum 69:1                       | Hällristning                     |              | Askum, Bohuslän     |       | 58.401852, 11.362617 | 10153200690001 | Ladda upp en bild av detta fornminne      |
| Askum 72:1                       | Hällristning                     |              | Askum, Bohuslän     |       | 58.401169, 11.363665 | 10153200720001 | Ladda upp en bild av detta fornminne      |
| Askum 74:1                       | Hällristning                     |              | Askum, Bohuslän     |       | 58.399485, 11.355904 | 10153200740001 | Ladda upp en bild av detta fornminne      |
| Askum 75:1                       | Hällristning                     |              | Askum, Bohuslän     |       | 58.397792, 11.355947 | 10153200750001 | Ladda upp en bild av detta fornminne      |
| Askum 75:2                       | Hällristning                     |              | Askum, Bohuslän     |       | 58.397878, 11.356054 | 10153200750002 | Ladda upp en bild av detta fornminne      |
| Askum 76:1                       | Hällristning                     |              | Askum, Bohuslän     |       | 58.391107, 11.306392 | 10153200760001 | Ladda upp en bild av detta fornminne      |
| Askum 76:2                       | Hällristning                     |              | Askum, Bohuslän     |       | 58.391137, 11.306531 | 10153200760002 | Ladda upp en bild av detta fornminne      |
| Askum 77:1                       | Hällristning                     |              | Askum, Bohuslän     |       | 58.392734, 11.317211 | 10153200770001 | Ladda upp en bild av detta fornminne      |
| Askum 78:1                       | Hällristning                     |              | Askum, Bohuslän     |       | 58.390592, 11.346771 | 10153200780001 | Ladda upp en bild av detta fornminne      |
| Askum 78:2                       | Hällristning                     |              | Askum, Bohuslän     |       | 58.390593, 11.346769 | 10153200780002 | Ladda upp en bild av detta fornminne      |
| Askum 79:1                       | Hällristning                     |              | Askum, Bohuslän     |       | 58.392785, 11.302895 | 10153200790001 | Ladda upp en bild av detta fornminne      |
| Askum 80:1                       | Ristning, medeltid/historisk tid |              | Askum, Bohuslän     |       | 58.393835, 11.301936 | 10153200800001 | Ladda upp en bild av detta fornminne      |
| Askum 81:1                       | Hällristning                     |              | Askum, Bohuslän     |       | 58.419199, 11.342753 | 10153200810001 | Ladda upp en bild av detta fornminne      |
| Askum 81:2                       | Hällristning                     |              | Askum, Bohuslän     |       | 58.419618, 11.342861 | 10153200810002 | Ladda upp en bild av detta fornminne      |
| Askum 89:1                       | Röse                             |              | Askum, Bohuslän     |       | 58.347513, 11.333392 | 10153200890001 | Ladda upp en bild av detta fornminne      |
| Grundbergs kämpa (Askum 91:1)    | Röse                             |              | Askum, Bohuslän     |       | 58.348426, 11.330178 | 10153200910001 | Ladda upp en bild av detta fornminne      |
| Nyruss kämpa (Askum 96:1)        | Röse                             |              | Askum, Bohuslän     |       | 58.352015, 11.333491 | 10153200960001 | Ladda upp en bild av detta fornminne      |
| Kämpa (Askum 97:1)               | Röse                             |              | Askum, Bohuslän     |       | 58.351792, 11.339347 | 10153200970001 | Ladda upp en bild av detta fornminne      |
| Askum 101:1                      | Röse                             |              | Askum, Bohuslän     |       | 58.378597, 11.367718 | 10153201010001 | Ladda upp en bild av detta fornminne      |
| Askum 102:1                      | Röse                             |              | Askum, Bohuslän     |       | 58.390695, 11.377021 | 10153201020001 | Ladda upp en bild av detta fornminne      |
| Askum 102:2                      | Röse                             |              | Askum, Bohuslän     |       | 58.390413, 11.376894 | 10153201020002 | Ladda upp en bild av detta fornminne      |
| Askum 103:1                      | Röse                             |              | Askum, Bohuslän     |       | 58.392306, 11.375820 | 10153201030001 | Ladda upp en bild av detta fornminne      |
| Askum 104:1                      | Röse                             |              | Askum, Bohuslän     |       | 58.386979, 11.368489 | 10153201040001 | Ladda upp en bild av detta fornminne      |
| Askum 106:1                      | Röse                             |              | Askum, Bohuslän     |       | 58.388161, 11.374959 | 10153201060001 | Ladda upp en bild av detta fornminne      |
| Traelsand (Askum 107:1)          | Fiskeläge                        |              | Askum, Bohuslän     |       | 58.364599, 11.361916 | 10153201070001 | Ladda upp en bild av detta fornminne      |
| Askum 108:1                      | Röse                             |              | Askum, Bohuslän     |       | 58.365125, 11.355975 | 10153201080001 | Ladda upp en bild av detta fornminne      |
| Askum 109:1                      | Röse                             |              | Askum, Bohuslän     |       | 58.385149, 11.380828 | 10153201090001 | Ladda upp en bild av detta fornminne      |
| Askum 109:2                      | Röse                             |              | Askum, Bohuslän     |       | 58.385171, 11.380997 | 10153201090002 | Ladda upp en bild av detta fornminne      |
| Askum 109:3                      | Stensättning                     |              | Askum, Bohuslän     |       | 58.385208, 11.380703 | 10153201090003 | Ladda upp en bild av detta fornminne      |
| Askum 110:1                      | Röse                             |              | Askum, Bohuslän     |       | 58.384561, 11.381347 | 10153201100001 | Ladda upp en bild av detta fornminne      |
| Askum 111:1                      | Röse                             |              | Askum, Bohuslän     |       | 58.384652, 11.382057 | 10153201110001 | Ladda upp en bild av detta fornminne      |
| Askum 111:2                      | Röse                             |              | Askum, Bohuslän     |       | 58.384841, 11.381748 | 10153201110002 | Ladda upp en bild av detta fornminne      |
| Askum 112:1                      | Stensättning                     |              | Askum, Bohuslän     |       | 58.384628, 11.384146 | 10153201120001 | Ladda upp en bild av detta fornminne      |
| Askum 112:2                      | Stensättning                     |              | Askum, Bohuslän     |       | 58.384892, 11.384291 | 10153201120002 | Ladda upp en bild av detta fornminne      |
| Askum 113:1                      | Stensättning                     |              | Askum, Bohuslän     |       | 58.385416, 11.384411 | 10153201130001 | Ladda upp en bild av detta fornminne      |
| Askum 128:1                      | Stensättning                     |              | Askum, Bohuslän     |       | 58.403965, 11.314344 | 10153201280001 | Ladda upp en bild av detta fornminne      |
| Askum 129:1                      | Röse                             |              | Askum, Bohuslän     |       | 58.394673, 11.317101 | 10153201290001 | Ladda upp en bild av detta fornminne      |
| Askum 130:1                      | Röse                             |              | Askum, Bohuslän     |       | 58.395201, 11.318361 | 10153201300001 | Ladda upp en bild av detta fornminne      |
| Askum 135:1                      | Röse                             |              | Askum, Bohuslän     |       | 58.408534, 11.318771 | 10153201350001 | Ladda upp en bild av detta fornminne      |
| Askum 141:1                      | Hällristning                     |              | Askum, Bohuslän     |       | 58.412001, 11.325036 | 10153201410001 | Ladda upp en bild av detta fornminne      |
| Askum 145:1                      | Gravfält                         |              | Askum, Bohuslän     |       | 58.415203, 11.320528 | 10153201450001 | Ladda upp en bild av detta fornminne      |
| Askum 146:1                      | Gravfält                         |              | Askum, Bohuslän     |       | 58.412952, 11.301318 | 10153201460001 | Ladda upp en bild av detta fornminne      |
| Röseberget (Askum 147:1)         | Röse                             |              | Askum, Bohuslän     |       | 58.418332, 11.315211 | 10153201470001 | Ladda upp en bild av detta fornminne      |
| Röseberget (Askum 148:1)         | Röse                             |              | Askum, Bohuslän     |       | 58.417144, 11.319836 | 10153201480001 | Ladda upp en bild av detta fornminne      |
| Röseberget (Askum 149:1)         | Röse                             |              | Askum, Bohuslän     |       | 58.416289, 11.319757 | 10153201490001 | Ladda upp en bild av detta fornminne      |
| Röseberget (Askum 149:2)         | Röse                             |              | Askum, Bohuslän     |       | 58.415983, 11.319136 | 10153201490002 | Ladda upp en bild av detta fornminne      |
| Askum 152:1                      | Röse                             |              | Askum, Bohuslän     |       | 58.354200, 11.337660 | 10153201520001 | Ladda upp en bild av detta fornminne      |
| Askum 153:1                      | Begravningsplats                 |              | Askum, Bohuslän     |       | 58.357522, 11.323360 | 10153201530001 | Ladda upp en bild av detta fornminne      |
| Vestre russ (Askum 154:1)        | Röse                             |              | Askum, Bohuslän     |       | 58.355974, 11.322887 | 10153201540001 | Ladda upp en bild av detta fornminne      |
| Askum 158:1                      | Röse                             |              | Askum, Bohuslän     |       | 58.370329, 11.317897 | 10153201580001 | Ladda upp en bild av detta fornminne      |
| Askum 163:1                      | Röse                             |              | Askum, Bohuslän     |       | 58.389139, 11.341003 | 10153201630001 | Ladda upp en bild av detta fornminne      |
| Askum 164:1                      | Röse                             |              | Askum, Bohuslän     |       | 58.385499, 11.331249 | 10153201640001 | Ladda upp en bild av detta fornminne      |
| Askum 170:1                      | Röse                             |              | Askum, Bohuslän     |       | 58.385597, 11.322086 | 10153201700001 | Ladda upp en bild av detta fornminne      |
| Askum 171:1                      | Röse                             |              | Askum, Bohuslän     |       | 58.387923, 11.305029 | 10153201710001 | Ladda upp en bild av detta fornminne      |
| Askum 172:1                      | Röse                             |              | Askum, Bohuslän     |       | 58.387082, 11.305628 | 10153201720001 | Ladda upp en bild av detta fornminne      |
| Askum 174:1                      | Röse                             |              | Askum, Bohuslän     |       | 58.392546, 11.320580 | 10153201740001 | Ladda upp en bild av detta fornminne      |
| Askum 175:1                      | Röse                             |              | Askum, Bohuslän     |       | 58.383346, 11.316485 | 10153201750001 | Ladda upp en bild av detta fornminne      |
| Askum 175:2                      | Röse                             |              | Askum, Bohuslän     |       | 58.383251, 11.316122 | 10153201750002 | Ladda upp en bild av detta fornminne      |
| Askum 176:1                      | Röse                             |              | Askum, Bohuslän     |       | 58.383627, 11.314748 | 10153201760001 | Ladda upp en bild av detta fornminne      |
| Borgen bratta (Askum 181:1)      | Röse                             |              | Askum, Bohuslän     |       | 58.375068, 11.287166 | 10153201810001 | Ladda upp en bild av detta fornminne      |
| Askum 182:1                      | Begravningsplats                 |              | Askum, Bohuslän     |       | 58.376987, 11.287806 | 10153201820001 | Ladda upp en till bild av detta fornminne |
| Askum 183:1                      | Röse                             |              | Askum, Bohuslän     |       | 58.378360, 11.284047 | 10153201830001 | Ladda upp en bild av detta fornminne      |
| Askum 183:2                      | Stensättning                     |              | Askum, Bohuslän     |       | 58.378096, 11.284188 | 10153201830002 | Ladda upp en bild av detta fornminne      |
| Askum 184:1                      | Röse                             |              | Askum, Bohuslän     |       | 58.385577, 11.289142 | 10153201840001 | Ladda upp en bild av detta fornminne      |
| Askum 201:2                      | Hällristning                     |              | Askum, Bohuslän     |       | 58.417888, 11.324170 | 10153202010002 | Ladda upp en bild av detta fornminne      |
| Askum 201:3                      | Hällristning                     |              | Askum, Bohuslän     |       | 58.418127, 11.324231 | 10153202010003 | Ladda upp en bild av detta fornminne      |
| Askum 202:1                      | Gravfält                         |              | Askum, Bohuslän     |       | 58.423984, 11.313872 | 10153202020001 | Ladda upp en bild av detta fornminne      |
| Askum 203:1                      | Röse                             |              | Askum, Bohuslän     |       | 58.426126, 11.314555 | 10153202030001 | Ladda upp en bild av detta fornminne      |
| Askum 204:1                      | Röse                             |              | Askum, Bohuslän     |       | 58.423429, 11.325573 | 10153202040001 | Ladda upp en bild av detta fornminne      |
| Askum 205:1                      | Röse                             |              | Askum, Bohuslän     |       | 58.421846, 11.329325 | 10153202050001 | Ladda upp en bild av detta fornminne      |
| Askum 207:1                      | Stensättning                     |              | Askum, Bohuslän     |       | 58.417282, 11.329929 | 10153202070001 | Ladda upp en bild av detta fornminne      |
| Askum 209:1                      | Stensättning                     |              | Askum, Bohuslän     |       | 58.413801, 11.331648 | 10153202090001 | Ladda upp en bild av detta fornminne      |
| Askum 209:2                      | Stensättning                     |              | Askum, Bohuslän     |       | 58.413936, 11.331661 | 10153202090002 | Ladda upp en bild av detta fornminne      |
| Askum 210:1                      | Hög                              |              | Askum, Bohuslän     |       | 58.416436, 11.330355 | 10153202100001 | Ladda upp en bild av detta fornminne      |
| Askum 210:2                      | Hög                              |              | Askum, Bohuslän     |       | 58.416318, 11.330528 | 10153202100002 | Ladda upp en bild av detta fornminne      |
| Askum 212:1                      | Hög                              |              | Askum, Bohuslän     |       | 58.364843, 11.342511 | 10153202120001 | Ladda upp en bild av detta fornminne      |
| Askum 213:1                      | Stensättning                     |              | Askum, Bohuslän     |       | 58.365891, 11.354962 | 10153202130001 | Ladda upp en bild av detta fornminne      |
| Askum 215:1                      | Hällristning                     |              | Askum, Bohuslän     |       | 58.410638, 11.321254 | 10153202150001 | Ladda upp en bild av detta fornminne      |
| Askum 245:1                      | Röse                             |              | Askum, Bohuslän     |       | 58.395083, 11.366762 | 10153202450001 | Ladda upp en bild av detta fornminne      |
| Askum 247:2                      | Hällristning                     |              | Askum, Bohuslän     |       | 58.403637, 11.355551 | 10153202470002 | Ladda upp en bild av detta fornminne      |
| Valeberget (Askum 248:1)         | Röse                             |              | Askum, Bohuslän     |       | 58.401089, 11.355574 | 10153202480001 | Ladda upp en bild av detta fornminne      |
| Askum 249:1                      | Stensättning                     |              | Askum, Bohuslän     |       | 58.399884, 11.347298 | 10153202490001 | Ladda upp en bild av detta fornminne      |
| Askum 252:1                      | Röse                             |              | Askum, Bohuslän     |       | 58.401181, 11.342414 | 10153202520001 | Ladda upp en bild av detta fornminne      |
| Askum 252:2                      | Stensättning                     |              | Askum, Bohuslän     |       | 58.401117, 11.342612 | 10153202520002 | Ladda upp en bild av detta fornminne      |
| Vetteberget (Askum 256:1)        | Röse                             |              | Askum, Bohuslän     |       | 58.401084, 11.334835 | 10153202560001 | Ladda upp en bild av detta fornminne      |
| Vetteberget (Askum 256:2)        | Röse                             |              | Askum, Bohuslän     |       | 58.401003, 11.334624 | 10153202560002 | Ladda upp en bild av detta fornminne      |
| Askum 257:1                      | Röse                             |              | Askum, Bohuslän     |       | 58.402543, 11.340023 | 10153202570001 | Ladda upp en bild av detta fornminne      |
| Askum 258:1                      | Röse                             |              | Askum, Bohuslän     |       | 58.404193, 11.338533 | 10153202580001 | Ladda upp en bild av detta fornminne      |
| Askum 263:1                      | Röse                             |              | Askum, Bohuslän     |       | 58.397760, 11.334974 | 10153202630001 | Ladda upp en bild av detta fornminne      |
| Askum 264:1                      | Röse                             |              | Askum, Bohuslän     |       | 58.398918, 11.337822 | 10153202640001 | Ladda upp en bild av detta fornminne      |
| Askum 264:2                      | Röse                             |              | Askum, Bohuslän     |       | 58.398736, 11.337763 | 10153202640002 | Ladda upp en bild av detta fornminne      |
| Askum 265:1                      | Röse                             |              | Askum, Bohuslän     |       | 58.396700, 11.339480 | 10153202650001 | Ladda upp en bild av detta fornminne      |
| Askum 266:1                      | Röse                             |              | Askum, Bohuslän     |       | 58.395965, 11.341797 | 10153202660001 | Ladda upp en bild av detta fornminne      |
| Askum 267:1                      | Röse                             |              | Askum, Bohuslän     |       | 58.395031, 11.340287 | 10153202670001 | Ladda upp en bild av detta fornminne      |
| Askum 269:1                      | Röse                             |              | Askum, Bohuslän     |       | 58.394687, 11.344484 | 10153202690001 | Ladda upp en bild av detta fornminne      |
| Askum 270:1                      | Röse                             |              | Askum, Bohuslän     |       | 58.397544, 11.345717 | 10153202700001 | Ladda upp en bild av detta fornminne      |
| Askum 273:1                      | Röse                             |              | Askum, Bohuslän     |       | 58.400841, 11.368933 | 10153202730001 | Ladda upp en bild av detta fornminne      |
| Askum 277:1                      | Röse                             |              | Askum, Bohuslän     |       | 58.410643, 11.358544 | 10153202770001 | Ladda upp en bild av detta fornminne      |
| Askum 278:1                      | Röse                             |              | Askum, Bohuslän     |       | 58.405471, 11.356067 | 10153202780001 | Ladda upp en bild av detta fornminne      |
| Askum 278:2                      | Stensättning                     |              | Askum, Bohuslän     |       | 58.404898, 11.355686 | 10153202780002 | Ladda upp en bild av detta fornminne      |
| Askum 279:1                      | Röse                             |              | Askum, Bohuslän     |       | 58.404079, 11.357272 | 10153202790001 | Ladda upp en bild av detta fornminne      |
| Askum 279:2                      | Stensättning                     |              | Askum, Bohuslän     |       | 58.404024, 11.357485 | 10153202790002 | Ladda upp en bild av detta fornminne      |
| Askum 281:1                      | Röse                             |              | Askum, Bohuslän     |       | 58.411113, 11.338971 | 10153202810001 | Ladda upp en bild av detta fornminne      |
| Askum 285:1                      | Röse                             |              | Askum, Bohuslän     |       | 58.412257, 11.345824 | 10153202850001 | Ladda upp en bild av detta fornminne      |
| Askum 286:1                      | Röse                             |              | Askum, Bohuslän     |       | 58.410568, 11.345490 | 10153202860001 | Ladda upp en bild av detta fornminne      |
| Askum 286:2                      | Stensättning                     |              | Askum, Bohuslän     |       | 58.410770, 11.345785 | 10153202860002 | Ladda upp en bild av detta fornminne      |
| Askum 286:3                      | Stensättning                     |              | Askum, Bohuslän     |       | 58.410651, 11.345735 | 10153202860003 | Ladda upp en bild av detta fornminne      |
| Askum 286:4                      | Stensättning                     |              | Askum, Bohuslän     |       | 58.410706, 11.345554 | 10153202860004 | Ladda upp en bild av detta fornminne      |
| Askum 287:1                      | Röse                             |              | Askum, Bohuslän     |       | 58.410757, 11.343625 | 10153202870001 | Ladda upp en bild av detta fornminne      |
| Askum 294:1                      | Röse                             |              | Askum, Bohuslän     |       | 58.416526, 11.357042 | 10153202940001 | Ladda upp en bild av detta fornminne      |
| Askum 301:1                      | Stensättning                     |              | Askum, Bohuslän     |       | 58.420221, 11.343913 | 10153203010001 | Ladda upp en bild av detta fornminne      |
| Askum 303:1                      | Stensättning                     |              | Askum, Bohuslän     |       | 58.417980, 11.342259 | 10153203030001 | Ladda upp en bild av detta fornminne      |
| Askum 304:1                      | Röse                             |              | Askum, Bohuslän     |       | 58.424911, 11.345780 | 10153203040001 | Ladda upp en bild av detta fornminne      |
| Röseberget (Askum 315:1)         | Röse                             |              | Askum, Bohuslän     |       | 58.410315, 11.281588 | 10153203150001 | Ladda upp en bild av detta fornminne      |
| Askum 317:1                      | Röse                             |              | Askum, Bohuslän     |       | 58.385272, 11.278324 | 10153203170001 | Ladda upp en bild av detta fornminne      |
| Askum 318:1                      | Röse                             |              | Askum, Bohuslän     |       | 58.384358, 11.273764 | 10153203180001 | Ladda upp en bild av detta fornminne      |
| Askum 318:2                      | Röse                             |              | Askum, Bohuslän     |       | 58.384287, 11.274193 | 10153203180002 | Ladda upp en bild av detta fornminne      |
| Askum 319:1                      | Röse                             |              | Askum, Bohuslän     |       | 58.383718, 11.273086 | 10153203190001 | Ladda upp en bild av detta fornminne      |
| Askum 319:2                      | Röse                             |              | Askum, Bohuslän     |       | 58.383762, 11.272871 | 10153203190002 | Ladda upp en bild av detta fornminne      |
| Askum 322:1                      | Röse                             |              | Askum, Bohuslän     |       | 58.416481, 11.267449 | 10153203220001 | Ladda upp en bild av detta fornminne      |
| Askum 322:2                      | Stensättning                     |              | Askum, Bohuslän     |       | 58.416104, 11.267248 | 10153203220002 | Ladda upp en bild av detta fornminne      |
| Askum 323:1                      | Röse                             |              | Askum, Bohuslän     |       | 58.415043, 11.268142 | 10153203230001 | Ladda upp en bild av detta fornminne      |
| Askum 324:1                      | Röse                             |              | Askum, Bohuslän     |       | 58.410565, 11.266028 | 10153203240001 | Ladda upp en bild av detta fornminne      |
| Askum 325:1                      | Röse                             |              | Askum, Bohuslän     |       | 58.409932, 11.264775 | 10153203250001 | Ladda upp en bild av detta fornminne      |
| Askum 326:1                      | Röse                             |              | Askum, Bohuslän     |       | 58.406582, 11.261409 | 10153203260001 | Ladda upp en bild av detta fornminne      |
| Askum 327:1                      | Röse                             |              | Askum, Bohuslän     |       | 58.381339, 11.267909 | 10153203270001 | Ladda upp en bild av detta fornminne      |
| Askum 328:1                      | Röse                             |              | Askum, Bohuslän     |       | 58.375563, 11.282965 | 10153203280001 | Ladda upp en bild av detta fornminne      |
| Askum 329:1                      | Hällristning                     |              | Askum, Bohuslän     |       | 58.401242, 11.344822 | 10153203290001 | Ladda upp en bild av detta fornminne      |
| Askum 348:1                      | Stensättning                     |              | Askum, Bohuslän     |       | 58.397027, 11.365156 | 10153203480001 | Ladda upp en bild av detta fornminne      |
| Askum 349:1                      | Hällristning                     |              | Askum, Bohuslän     |       | 58.399359, 11.370270 | 10153203490001 | Ladda upp en bild av detta fornminne      |
| Askum 351:1                      | Hög                              |              | Askum, Bohuslän     |       | 58.419306, 11.327412 | 10153203510001 | Ladda upp en bild av detta fornminne      |
| Askum 353:1                      | Stensättning                     |              | Askum, Bohuslän     |       | 58.418574, 11.326121 | 10153203530001 | Ladda upp en bild av detta fornminne      |
| Askum 353:2                      | Hällristning                     |              | Askum, Bohuslän     |       | 58.418654, 11.326043 | 10153203530002 | Ladda upp en bild av detta fornminne      |
| Askum 354:1                      | Stensättning                     |              | Askum, Bohuslän     |       | 58.422678, 11.315567 | 10153203540001 | Ladda upp en bild av detta fornminne      |
| Askum 356:1                      | Hög                              |              | Askum, Bohuslän     |       | 58.423605, 11.317839 | 10153203560001 | Ladda upp en bild av detta fornminne      |
| Askum 366:1                      | Stensättning                     |              | Askum, Bohuslän     |       | 58.430082, 11.319384 | 10153203660001 | Ladda upp en bild av detta fornminne      |
| Askum 366:2                      | Stensättning                     |              | Askum, Bohuslän     |       | 58.430060, 11.319096 | 10153203660002 | Ladda upp en bild av detta fornminne      |
| Askum 370:1                      | Gravfält                         |              | Askum, Bohuslän     |       | 58.430668, 11.314291 | 10153203700001 | Ladda upp en bild av detta fornminne      |
| Askum 371:1                      | Röse                             |              | Askum, Bohuslän     |       | 58.431586, 11.312588 | 10153203710001 | Ladda upp en bild av detta fornminne      |
| Askum 374:1                      | Röse                             |              | Askum, Bohuslän     |       | 58.437564, 11.320668 | 10153203740001 | Ladda upp en bild av detta fornminne      |
| Askum 375:1                      | Gravfält                         |              | Askum, Bohuslän     |       | 58.438012, 11.321793 | 10153203750001 | Ladda upp en bild av detta fornminne      |
| Askum 390:1                      | Röse                             |              | Askum, Bohuslän     |       | 58.434993, 11.345852 | 10153203900001 | Ladda upp en bild av detta fornminne      |
| Kung Tryggves grav (Askum 395:1) | Röse                             |              | Askum, Bohuslän     |       | 58.394954, 11.236470 | 10153203950001 | Ladda upp en till bild av detta fornminne |
| Askum 397:1                      | Röse                             |              | Askum, Bohuslän     |       | 58.407742, 11.248789 | 10153203970001 | Ladda upp en bild av detta fornminne      |
| Askum 398:1                      | Röse                             |              | Askum, Bohuslän     |       | 58.412321, 11.262785 | 10153203980001 | Ladda upp en bild av detta fornminne      |
| Askum 399:1                      | Stensättning                     |              | Askum, Bohuslän     |       | 58.413276, 11.263672 | 10153203990001 | Ladda upp en bild av detta fornminne      |
| Askum 402:1                      | Stenkammargrav                   |              | Askum, Bohuslän     |       | 58.418393, 11.253124 | 10153204020001 | Ladda upp en bild av detta fornminne      |
| Askum 411:1                      | Röse                             |              | Askum, Bohuslän     |       | 58.443421, 11.275309 | 10153204110001 | Ladda upp en bild av detta fornminne      |
| Askum 415:1                      | Röse                             |              | Askum, Bohuslän     |       | 58.428542, 11.268964 | 10153204150001 | Ladda upp en bild av detta fornminne      |
| Askum 415:2                      | Stensättning                     |              | Askum, Bohuslän     |       | 58.428069, 11.269239 | 10153204150002 | Ladda upp en bild av detta fornminne      |
| Askum 415:3                      | Stensättning                     |              | Askum, Bohuslän     |       | 58.428917, 11.268902 | 10153204150003 | Ladda upp en bild av detta fornminne      |
| Askum 416:1                      | Röse                             |              | Askum, Bohuslän     |       | 58.430521, 11.269823 | 10153204160001 | Ladda upp en bild av detta fornminne      |
| Askum 421:1                      | Hällristning                     |              | Askum, Bohuslän     |       | 58.408996, 11.335937 | 10153204210001 | Ladda upp en bild av detta fornminne      |
| Askum 422:1                      | Hällristning                     |              | Askum, Bohuslän     |       | 58.419246, 11.323972 | 10153204220001 | Ladda upp en bild av detta fornminne      |
| Askum 424:1                      | Stensättning                     |              | Askum, Bohuslän     |       | 58.384510, 11.276842 | 10153204240001 | Ladda upp en bild av detta fornminne      |
| Askum 425:1                      | Stenkammargrav                   |              | Askum, Bohuslän     |       | 58.423642, 11.347439 | 10153204250001 | Ladda upp en bild av detta fornminne      |
| Askum 426:1                      | Hög                              |              | Askum, Bohuslän     |       | 58.423810, 11.345096 | 10153204260001 | Ladda upp en bild av detta fornminne      |
| Askum 428:1                      | Hällristning                     |              | Askum, Bohuslän     |       | 58.404021, 11.347471 | 10153204280001 | Ladda upp en bild av detta fornminne      |
| Askum 428:2                      | Hällristning                     |              | Askum, Bohuslän     |       | 58.404024, 11.347466 | 10153204280002 | Ladda upp en bild av detta fornminne      |
| Askum 428:3                      | Hällristning                     |              | Askum, Bohuslän     |       | 58.404028, 11.347459 | 10153204280003 | Ladda upp en bild av detta fornminne      |
| Askum 429:1                      | Hällristning                     |              | Askum, Bohuslän     |       | 58.403440, 11.344213 | 10153204290001 | Ladda upp en bild av detta fornminne      |
| Askum 429:2                      | Hällristning                     |              | Askum, Bohuslän     |       | 58.403751, 11.343756 | 10153204290002 | Ladda upp en bild av detta fornminne      |
| Askum 430:1                      | Hällristning                     |              | Askum, Bohuslän     |       | 58.419679, 11.338679 | 10153204300001 | Ladda upp en bild av detta fornminne      |
| Askum 430:2                      | Hällristning                     |              | Askum, Bohuslän     |       | 58.419505, 11.339020 | 10153204300002 | Ladda upp en bild av detta fornminne      |
| Askum 431:1                      | Hällristning                     |              | Askum, Bohuslän     |       | 58.421008, 11.344629 | 10153204310001 | Ladda upp en bild av detta fornminne      |
| Askum 431:2                      | Hällristning                     |              | Askum, Bohuslän     |       | 58.420796, 11.344714 | 10153204310002 | Ladda upp en bild av detta fornminne      |
| Askum 433:1                      | Hällristning                     |              | Askum, Bohuslän     |       | 58.411138, 11.354064 | 10153204330001 | Ladda upp en bild av detta fornminne      |
| Askum 434:1                      | Hällristning                     |              | Askum, Bohuslän     |       | 58.420484, 11.328426 | 10153204340001 | Ladda upp en bild av detta fornminne      |
| Askum 435:1                      | Hällristning                     |              | Askum, Bohuslän     |       | 58.415608, 11.314254 | 10153204350001 | Ladda upp en bild av detta fornminne      |
| Askum 436:1                      | Hällristning                     |              | Askum, Bohuslän     |       | 58.414253, 11.318072 | 10153204360001 | Ladda upp en bild av detta fornminne      |
| Askum 437:1                      | Hällristning                     |              | Askum, Bohuslän     |       | 58.399705, 11.343928 | 10153204370001 | Ladda upp en bild av detta fornminne      |
| Askum 437:2                      | Röse                             |              | Askum, Bohuslän     |       | 58.399668, 11.343935 | 10153204370002 | Ladda upp en bild av detta fornminne      |
| Askum 437:3                      | Hällristning                     |              | Askum, Bohuslän     |       | 58.399739, 11.343685 | 10153204370003 | Ladda upp en bild av detta fornminne      |
| Askum 447:1                      | Boplats                          |              | Askum, Bohuslän     |       | 58.263855, 11.153066 | 10153204470001 | Ladda upp en till bild av detta fornminne |
| Askum 463:1                      | Stensättning                     |              | Askum, Bohuslän     |       | 58.428788, 11.283645 | 10153204630001 | Ladda upp en bild av detta fornminne      |
| Askum 467:1                      | Grav markerad av sten/block      |              | Askum, Bohuslän     |       | 58.433474, 11.316047 | 10153204670001 | Ladda upp en bild av detta fornminne      |
| Askum 476:1                      | Stensättning                     |              | Askum, Bohuslän     |       | 58.419974, 11.291009 | 10153204760001 | Ladda upp en bild av detta fornminne      |
| Askum 479:1                      | Grav markerad av sten/block      |              | Askum, Bohuslän     |       | 58.404763, 11.308057 | 10153204790001 | Ladda upp en bild av detta fornminne      |
| Askum 481:1                      | Röse                             |              | Askum, Bohuslän     |       | 58.391927, 11.301495 | 10153204810001 | Ladda upp en bild av detta fornminne      |
| Askum 484:1                      | Stensättning                     |              | Askum, Bohuslän     |       | 58.378858, 11.298295 | 10153204840001 | Ladda upp en bild av detta fornminne      |
| Askum 485:1                      | Stensättning                     |              | Askum, Bohuslän     |       | 58.379569, 11.286114 | 10153204850001 | Ladda upp en bild av detta fornminne      |
| Askum 509:1                      | Röse                             |              | Askum, Bohuslän     |       | 58.388755, 11.379348 | 10153205090001 | Ladda upp en bild av detta fornminne      |
| Askum 516:1                      | Stensättning                     |              | Askum, Bohuslän     |       | 58.396211, 11.361004 | 10153205160001 | Ladda upp en bild av detta fornminne      |
| Askum 520:1                      | Grav markerad av sten/block      |              | Askum, Bohuslän     |       | 58.404275, 11.362385 | 10153205200001 | Ladda upp en bild av detta fornminne      |
| Askum 520:2                      | Hällristning                     |              | Askum, Bohuslän     |       | 58.404396, 11.362404 | 10153205200002 | Ladda upp en bild av detta fornminne      |
| Askum 521:2                      | Hällristning                     |              | Askum, Bohuslän     |       | 58.404508, 11.348631 | 10153205210002 | Ladda upp en bild av detta fornminne      |
| Askum 521:3                      | Hällristning                     |              | Askum, Bohuslän     |       | 58.404496, 11.348091 | 10153205210003 | Ladda upp en bild av detta fornminne      |
| Askum 521:4                      | Hällristning                     |              | Askum, Bohuslän     |       | 58.404463, 11.347660 | 10153205210004 | Ladda upp en bild av detta fornminne      |
| Askum 526:1                      | Stensättning                     |              | Askum, Bohuslän     |       | 58.411499, 11.350455 | 10153205260001 | Ladda upp en bild av detta fornminne      |
| Askum 538:1                      | Stensättning                     |              | Askum, Bohuslän     |       | 58.402553, 11.342730 | 10153205380001 | Ladda upp en bild av detta fornminne      |
| Askum 539:1                      | Röse                             |              | Askum, Bohuslän     |       | 58.406928, 11.335857 | 10153205390001 | Ladda upp en bild av detta fornminne      |
| Askum 545:1                      | Röse                             |              | Askum, Bohuslän     |       | 58.395479, 11.337326 | 10153205450001 | Ladda upp en bild av detta fornminne      |
| Askum 546:1                      | Stensättning                     |              | Askum, Bohuslän     |       | 58.392067, 11.329681 | 10153205460001 | Ladda upp en bild av detta fornminne      |
| Askum 548:1                      | Stensättning                     |              | Askum, Bohuslän     |       | 58.387829, 11.336155 | 10153205480001 | Ladda upp en bild av detta fornminne      |
| Askum 549:1                      | Stensättning                     |              | Askum, Bohuslän     |       | 58.391467, 11.327283 | 10153205490001 | Ladda upp en bild av detta fornminne      |
| Askum 551:1                      | Röse                             |              | Askum, Bohuslän     |       | 58.356717, 11.196356 | 10153205510001 | Ladda upp en bild av detta fornminne      |
| Askum 570:1                      | Stensättning                     |              | Askum, Bohuslän     |       | 58.331840, 11.236456 | 10153205700001 | Ladda upp en bild av detta fornminne      |
| Askum 571:1                      | Stensättning                     |              | Askum, Bohuslän     |       | 58.329060, 11.239460 | 10153205710001 | Ladda upp en bild av detta fornminne      |
| Askum 575:1                      | Röse                             |              | Askum, Bohuslän     |       | 58.362465, 11.334409 | 10153205750001 | Ladda upp en bild av detta fornminne      |
| Askum 582:1                      | Stensättning                     |              | Askum, Bohuslän     |       | 58.371380, 11.288081 | 10153205820001 | Ladda upp en bild av detta fornminne      |
| Askum 582:2                      | Stensättning                     |              | Askum, Bohuslän     |       | 58.371418, 11.287921 | 10153205820002 | Ladda upp en bild av detta fornminne      |
| Askum 582:3                      | Stensättning                     |              | Askum, Bohuslän     |       | 58.371468, 11.287811 | 10153205820003 | Ladda upp en bild av detta fornminne      |
| Askum 588:1                      | Röse                             |              | Askum, Bohuslän     |       | 58.433851, 11.267090 | 10153205880001 | Ladda upp en bild av detta fornminne      |
| Askum 589:1                      | Stensättning                     |              | Askum, Bohuslän     |       | 58.427751, 11.270284 | 10153205890001 | Ladda upp en bild av detta fornminne      |
| Askum 589:2                      | Stensättning                     |              | Askum, Bohuslän     |       | 58.427835, 11.270357 | 10153205890002 | Ladda upp en bild av detta fornminne      |
| Askum 589:3                      | Stensättning                     |              | Askum, Bohuslän     |       | 58.427927, 11.270410 | 10153205890003 | Ladda upp en bild av detta fornminne      |
| Askum 589:4                      | Stensättning                     |              | Askum, Bohuslän     |       | 58.428001, 11.270450 | 10153205890004 | Ladda upp en bild av detta fornminne      |
| Askum 596:1                      | Gravfält                         |              | Askum, Bohuslän     |       | 58.419036, 11.290984 | 10153205960001 | Ladda upp en bild av detta fornminne      |
| Askum 611:1                      | Fiskeläge                        |              | Askum, Bohuslän     |       | 58.366099, 11.229958 | 10153206110001 | Ladda upp en bild av detta fornminne      |
| Askum 613:1                      | Fiskeläge                        |              | Askum, Bohuslän     |       | 58.430135, 11.244883 | 10153206130001 | Ladda upp en bild av detta fornminne      |
| Askum 647:1                      | Röse                             |              | Askum, Bohuslän     |       | 58.426247, 11.302898 | 10153206470001 | Ladda upp en bild av detta fornminne      |
| Askum 648:1                      | Hällristning                     |              | Askum, Bohuslän     |       | 58.437899, 11.327929 | 10153206480001 | Ladda upp en bild av detta fornminne      |
| Askum 650:1                      | Hällristning                     |              | Askum, Bohuslän     |       | 58.417459, 11.340983 | 10153206500001 | Ladda upp en bild av detta fornminne      |
| Askum 650:2                      | Hällristning                     |              | Askum, Bohuslän     |       | 58.417404, 11.340872 | 10153206500002 | Ladda upp en bild av detta fornminne      |
| Askum 650:3                      | Hällristning                     |              | Askum, Bohuslän     |       | 58.417512, 11.340902 | 10153206500003 | Ladda upp en bild av detta fornminne      |
| Askum 650:4                      | Hällristning                     |              | Askum, Bohuslän     |       | 58.417472, 11.340814 | 10153206500004 | Ladda upp en bild av detta fornminne      |
| Askum 650:5                      | Hällristning                     |              | Askum, Bohuslän     |       | 58.417427, 11.340746 | 10153206500005 | Ladda upp en bild av detta fornminne      |
| Askum 650:6                      | Hällristning                     |              | Askum, Bohuslän     |       | 58.417679, 11.341279 | 10153206500006 | Ladda upp en bild av detta fornminne      |
| Askum 651:1                      | Hällristning                     |              | Askum, Bohuslän     |       | 58.417123, 11.343921 | 10153206510001 | Ladda upp en bild av detta fornminne      |
| Askum 653:1                      | Hällristning                     |              | Askum, Bohuslän     |       | 58.417244, 11.345381 | 10153206530001 | Ladda upp en bild av detta fornminne      |
| Askum 653:2                      | Hällristning                     |              | Askum, Bohuslän     |       | 58.417171, 11.345279 | 10153206530002 | Ladda upp en bild av detta fornminne      |
| Askum 653:3                      | Hällristning                     |              | Askum, Bohuslän     |       | 58.417431, 11.345704 | 10153206530003 | Ladda upp en bild av detta fornminne      |
| Askum 654:1                      | Hällristning                     |              | Askum, Bohuslän     |       | 58.418289, 11.344945 | 10153206540001 | Ladda upp en bild av detta fornminne      |
| Askum 655:1                      | Hällristning                     |              | Askum, Bohuslän     |       | 58.419465, 11.345678 | 10153206550001 | Ladda upp en bild av detta fornminne      |
| Askum 655:2                      | Hällristning                     |              | Askum, Bohuslän     |       | 58.419395, 11.345281 | 10153206550002 | Ladda upp en bild av detta fornminne      |
| Askum 656:1                      | Hällristning                     |              | Askum, Bohuslän     |       | 58.419794, 11.347336 | 10153206560001 | Ladda upp en bild av detta fornminne      |
| Askum 657:1                      | Hällristning                     |              | Askum, Bohuslän     |       | 58.420617, 11.348097 | 10153206570001 | Ladda upp en bild av detta fornminne      |
| Askum 658:1                      | Hällristning                     |              | Askum, Bohuslän     |       | 58.420920, 11.346909 | 10153206580001 | Ladda upp en bild av detta fornminne      |
| Askum 659:1                      | Hällristning                     |              | Askum, Bohuslän     |       | 58.421789, 11.347139 | 10153206590001 | Ladda upp en bild av detta fornminne      |
| Askum 660:1                      | Hällristning                     |              | Askum, Bohuslän     |       | 58.424312, 11.318536 | 10153206600001 | Ladda upp en bild av detta fornminne      |
| Askum 661:1                      | Hällristning                     |              | Askum, Bohuslän     |       | 58.425856, 11.317651 | 10153206610001 | Ladda upp en bild av detta fornminne      |
| Askum 662:1                      | Hällristning                     |              | Askum, Bohuslän     |       | 58.425177, 11.315259 | 10153206620001 | Ladda upp en bild av detta fornminne      |
| Askum 663:1                      | Hällristning                     |              | Askum, Bohuslän     |       | 58.426271, 11.333679 | 10153206630001 | Ladda upp en bild av detta fornminne      |
| Askum 666:1                      | Hällristning                     |              | Askum, Bohuslän     |       | 58.427118, 11.339380 | 10153206660001 | Ladda upp en bild av detta fornminne      |
| Askum 666:2                      | Hällristning                     |              | Askum, Bohuslän     |       | 58.427121, 11.339380 | 10153206660002 | Ladda upp en bild av detta fornminne      |
| Askum 666:3                      | Hällristning                     |              | Askum, Bohuslän     |       | 58.427128, 11.339366 | 10153206660003 | Ladda upp en bild av detta fornminne      |
| Askum 666:4                      | Hällristning                     |              | Askum, Bohuslän     |       | 58.427246, 11.338833 | 10153206660004 | Ladda upp en bild av detta fornminne      |
| Askum 666:5                      | Hällristning                     |              | Askum, Bohuslän     |       | 58.427609, 11.339070 | 10153206660005 | Ladda upp en bild av detta fornminne      |
| Askum 667:1                      | Hällristning                     |              | Askum, Bohuslän     |       | 58.423554, 11.342150 | 10153206670001 | Ladda upp en bild av detta fornminne      |
| Askum 668:1                      | Hällristning                     |              | Askum, Bohuslän     |       | 58.424009, 11.341456 | 10153206680001 | Ladda upp en bild av detta fornminne      |
| Askum 669:1                      | Hällristning                     |              | Askum, Bohuslän     |       | 58.424011, 11.344021 | 10153206690001 | Ladda upp en bild av detta fornminne      |
| Askum 670:1                      | Hällristning                     |              | Askum, Bohuslän     |       | 58.421132, 11.342874 | 10153206700001 | Ladda upp en bild av detta fornminne      |
| Askum 671:1                      | Hällristning                     |              | Askum, Bohuslän     |       | 58.429664, 11.335848 | 10153206710001 | Ladda upp en bild av detta fornminne      |
| Askum 672:1                      | Hällristning                     |              | Askum, Bohuslän     |       | 58.429129, 11.334464 | 10153206720001 | Ladda upp en bild av detta fornminne      |
| Askum 682:1                      | Hällristning                     |              | Askum, Bohuslän     |       | 58.428067, 11.319434 | 10153206820001 | Ladda upp en bild av detta fornminne      |
| Askum 682:2                      | Hällristning                     |              | Askum, Bohuslän     |       | 58.427975, 11.319618 | 10153206820002 | Ladda upp en bild av detta fornminne      |
| Askum 683:1                      | Hällristning                     |              | Askum, Bohuslän     |       | 58.430042, 11.315401 | 10153206830001 | Ladda upp en bild av detta fornminne      |
| Askum 684:1                      | Hällristning                     |              | Askum, Bohuslän     |       | 58.429526, 11.309052 | 10153206840001 | Ladda upp en bild av detta fornminne      |
| Askum 685:1                      | Hällristning                     |              | Askum, Bohuslän     |       | 58.432482, 11.316355 | 10153206850001 | Ladda upp en bild av detta fornminne      |
| Askum 686:1                      | Hällristning                     |              | Askum, Bohuslän     |       | 58.432721, 11.315577 | 10153206860001 | Ladda upp en bild av detta fornminne      |
| Askum 687:1                      | Hällristning                     |              | Askum, Bohuslän     |       | 58.431140, 11.316490 | 10153206870001 | Ladda upp en bild av detta fornminne      |
| Askum 688:1                      | Hällristning                     |              | Askum, Bohuslän     |       | 58.436470, 11.332135 | 10153206880001 | Ladda upp en bild av detta fornminne      |
| Askum 689:1                      | Hällristning                     |              | Askum, Bohuslän     |       | 58.421567, 11.345887 | 10153206890001 | Ladda upp en bild av detta fornminne      |
| Askum 690:1                      | Hällristning                     |              | Askum, Bohuslän     |       | 58.429642, 11.328181 | 10153206900001 | Ladda upp en bild av detta fornminne      |
| Askum 691:1                      | Hällristning                     |              | Askum, Bohuslän     |       | 58.431228, 11.325668 | 10153206910001 | Ladda upp en bild av detta fornminne      |
| Askum 691:2                      | Hällristning                     |              | Askum, Bohuslän     |       | 58.431169, 11.326301 | 10153206910002 | Ladda upp en bild av detta fornminne      |
| Askum 692:1                      | Hällristning                     |              | Askum, Bohuslän     |       | 58.432422, 11.326943 | 10153206920001 | Ladda upp en bild av detta fornminne      |
| Askum 692:2                      | Hällristning                     |              | Askum, Bohuslän     |       | 58.432568, 11.326709 | 10153206920002 | Ladda upp en bild av detta fornminne      |
| Askum 693:1                      | Hällristning                     |              | Askum, Bohuslän     |       | 58.434174, 11.327489 | 10153206930001 | Ladda upp en bild av detta fornminne      |
| Askum 693:2                      | Hällristning                     |              | Askum, Bohuslän     |       | 58.434068, 11.327644 | 10153206930002 | Ladda upp en bild av detta fornminne      |
| Askum 694:1                      | Hällristning                     |              | Askum, Bohuslän     |       | 58.432394, 11.324599 | 10153206940001 | Ladda upp en bild av detta fornminne      |
| Askum 694:2                      | Hällristning                     |              | Askum, Bohuslän     |       | 58.432388, 11.324387 | 10153206940002 | Ladda upp en bild av detta fornminne      |
| Askum 694:3                      | Hällristning                     |              | Askum, Bohuslän     |       | 58.432378, 11.324227 | 10153206940003 | Ladda upp en bild av detta fornminne      |
| Askum 694:4                      | Hällristning                     |              | Askum, Bohuslän     |       | 58.432473, 11.324218 | 10153206940004 | Ladda upp en bild av detta fornminne      |
| Askum 695:1                      | Hällristning                     |              | Askum, Bohuslän     |       | 58.434050, 11.356548 | 10153206950001 | Ladda upp en bild av detta fornminne      |
| Askum 696:1                      | Hällristning                     |              | Askum, Bohuslän     |       | 58.434002, 11.355685 | 10153206960001 | Ladda upp en bild av detta fornminne      |
| Askum 697:1                      | Hällristning                     |              | Askum, Bohuslän     |       | 58.414574, 11.323251 | 10153206970001 | Ladda upp en bild av detta fornminne      |
| Askum 698:1                      | Hällristning                     |              | Askum, Bohuslän     |       | 58.414259, 11.324003 | 10153206980001 | Ladda upp en bild av detta fornminne      |
| Askum 699:1                      | Hällristning                     |              | Askum, Bohuslän     |       | 58.414348, 11.326127 | 10153206990001 | Ladda upp en bild av detta fornminne      |
| Askum 699:2                      | Hällristning                     |              | Askum, Bohuslän     |       | 58.414264, 11.326142 | 10153206990002 | Ladda upp en bild av detta fornminne      |
| Askum 699:3                      | Hällristning                     |              | Askum, Bohuslän     |       | 58.414174, 11.325894 | 10153206990003 | Ladda upp en bild av detta fornminne      |
| Askum 700:1                      | Hällristning                     |              | Askum, Bohuslän     |       | 58.412990, 11.326869 | 10153207000001 | Ladda upp en bild av detta fornminne      |
| Askum 701:1                      | Hällristning                     |              | Askum, Bohuslän     |       | 58.411086, 11.331741 | 10153207010001 | Ladda upp en bild av detta fornminne      |
| Askum 701:2                      | Hällristning                     |              | Askum, Bohuslän     |       | 58.411031, 11.331589 | 10153207010002 | Ladda upp en bild av detta fornminne      |
| Askum 702:1                      | Hällristning                     |              | Askum, Bohuslän     |       | 58.411993, 11.333877 | 10153207020001 | Ladda upp en bild av detta fornminne      |
| Askum 703:1                      | Hällristning                     |              | Askum, Bohuslän     |       | 58.412009, 11.326429 | 10153207030001 | Ladda upp en bild av detta fornminne      |
| Askum 704:1                      | Hällristning                     |              | Askum, Bohuslän     |       | 58.410370, 11.318795 | 10153207040001 | Ladda upp en bild av detta fornminne      |
| Askum 705:1                      | Hällristning                     |              | Askum, Bohuslän     |       | 58.409893, 11.320408 | 10153207050001 | Ladda upp en bild av detta fornminne      |
| Askum 706:1                      | Hällristning                     |              | Askum, Bohuslän     |       | 58.408292, 11.320636 | 10153207060001 | Ladda upp en bild av detta fornminne      |
| Askum 707:1                      | Hällristning                     |              | Askum, Bohuslän     |       | 58.414022, 11.313718 | 10153207070001 | Ladda upp en bild av detta fornminne      |
| Askum 707:2                      | Hällristning                     |              | Askum, Bohuslän     |       | 58.414022, 11.313718 | 10153207070002 | Ladda upp en bild av detta fornminne      |
| Askum 707:3                      | Hällristning                     |              | Askum, Bohuslän     |       | 58.414110, 11.314095 | 10153207070003 | Ladda upp en bild av detta fornminne      |
| Askum 707:4                      | Hällristning                     |              | Askum, Bohuslän     |       | 58.414229, 11.313333 | 10153207070004 | Ladda upp en bild av detta fornminne      |
| Askum 707:5                      | Hällristning                     |              | Askum, Bohuslän     |       | 58.414352, 11.313872 | 10153207070005 | Ladda upp en bild av detta fornminne      |
| Askum 707:6                      | Hällristning                     |              | Askum, Bohuslän     |       | 58.413934, 11.314463 | 10153207070006 | Ladda upp en bild av detta fornminne      |
| Askum 708:1                      | Hällristning                     |              | Askum, Bohuslän     |       | 58.413572, 11.315661 | 10153207080001 | Ladda upp en bild av detta fornminne      |
| Askum 708:2                      | Hällristning                     |              | Askum, Bohuslän     |       | 58.413572, 11.315661 | 10153207080002 | Ladda upp en bild av detta fornminne      |
| Askum 709:1                      | Hällristning                     |              | Askum, Bohuslän     |       | 58.415155, 11.311875 | 10153207090001 | Ladda upp en bild av detta fornminne      |
| Askum 709:2                      | Hällristning                     |              | Askum, Bohuslän     |       | 58.415249, 11.311852 | 10153207090002 | Ladda upp en bild av detta fornminne      |
| Askum 710:1                      | Ristning, medeltid/historisk tid |              | Askum, Bohuslän     |       | 58.358144, 11.193801 | 10153207100001 | Ladda upp en bild av detta fornminne      |
| Askum 711:1                      | Ristning, medeltid/historisk tid |              | Askum, Bohuslän     |       | 58.358329, 11.197384 | 10153207110001 | Ladda upp en bild av detta fornminne      |
| Askum 712:1                      | Hällristning                     |              | Askum, Bohuslän     |       | 58.417157, 11.351632 | 10153207120001 | Ladda upp en bild av detta fornminne      |
| Askum 713:1                      | Hällristning                     |              | Askum, Bohuslän     |       | 58.407342, 11.350728 | 10153207130001 | Ladda upp en bild av detta fornminne      |
| Askum 714:1                      | Hällristning                     |              | Askum, Bohuslän     |       | 58.404467, 11.345925 | 10153207140001 | Ladda upp en bild av detta fornminne      |
| Askum 715:1                      | Hällristning                     |              | Askum, Bohuslän     |       | 58.404279, 11.344548 | 10153207150001 | Ladda upp en bild av detta fornminne      |
| Askum 716:1                      | Hällristning                     |              | Askum, Bohuslän     |       | 58.405136, 11.345266 | 10153207160001 | Ladda upp en bild av detta fornminne      |
| Askum 717:1                      | Hällristning                     |              | Askum, Bohuslän     |       | 58.401451, 11.347718 | 10153207170001 | Ladda upp en bild av detta fornminne      |
| Askum 718:1                      | Hällristning                     |              | Askum, Bohuslän     |       | 58.400694, 11.339090 | 10153207180001 | Ladda upp en bild av detta fornminne      |
| Askum 719:1                      | Hällristning                     |              | Askum, Bohuslän     |       | 58.399847, 11.335702 | 10153207190001 | Ladda upp en bild av detta fornminne      |
| Askum 720:1                      | Hällristning                     |              | Askum, Bohuslän     |       | 58.403620, 11.332445 | 10153207200001 | Ladda upp en bild av detta fornminne      |
| Askum 720:2                      | Hällristning                     |              | Askum, Bohuslän     |       | 58.403623, 11.332443 | 10153207200002 | Ladda upp en bild av detta fornminne      |
| Askum 720:3                      | Hällristning                     |              | Askum, Bohuslän     |       | 58.403628, 11.332438 | 10153207200003 | Ladda upp en bild av detta fornminne      |
| Askum 720:4                      | Hällristning                     |              | Askum, Bohuslän     |       | 58.403685, 11.332251 | 10153207200004 | Ladda upp en bild av detta fornminne      |
| Askum 720:5                      | Hällristning                     |              | Askum, Bohuslän     |       | 58.403748, 11.332386 | 10153207200005 | Ladda upp en bild av detta fornminne      |
| Askum 720:6                      | Hällristning                     |              | Askum, Bohuslän     |       | 58.403898, 11.332423 | 10153207200006 | Ladda upp en bild av detta fornminne      |
| Askum 721:1                      | Hällristning                     |              | Askum, Bohuslän     |       | 58.407808, 11.329890 | 10153207210001 | Ladda upp en bild av detta fornminne      |
| Askum 722:1                      | Hällristning                     |              | Askum, Bohuslän     |       | 58.402565, 11.353662 | 10153207220001 | Ladda upp en bild av detta fornminne      |
| Askum 722:2                      | Hällristning                     |              | Askum, Bohuslän     |       | 58.402565, 11.353662 | 10153207220002 | Ladda upp en bild av detta fornminne      |
| Askum 722:3                      | Hällristning                     |              | Askum, Bohuslän     |       | 58.402302, 11.354187 | 10153207220003 | Ladda upp en bild av detta fornminne      |
| Askum 723:1                      | Hällristning                     |              | Askum, Bohuslän     |       | 58.402451, 11.357271 | 10153207230001 | Ladda upp en bild av detta fornminne      |
| Askum 724:1                      | Hällristning                     |              | Askum, Bohuslän     |       | 58.399262, 11.353103 | 10153207240001 | Ladda upp en bild av detta fornminne      |
| Askum 725:1                      | Hällristning                     |              | Askum, Bohuslän     |       | 58.400627, 11.371557 | 10153207250001 | Ladda upp en bild av detta fornminne      |
| Askum 726:1                      | Hällristning                     |              | Askum, Bohuslän     |       | 58.392975, 11.349575 | 10153207260001 | Ladda upp en bild av detta fornminne      |
| Askum 727:1                      | Hällristning                     |              | Askum, Bohuslän     |       | 58.393695, 11.345374 | 10153207270001 | Ladda upp en bild av detta fornminne      |
| Askum 728:1                      | Hällristning                     |              | Askum, Bohuslän     |       | 58.391625, 11.337827 | 10153207280001 | Ladda upp en bild av detta fornminne      |
| Askum 729:1                      | Hällristning                     |              | Askum, Bohuslän     |       | 58.389124, 11.336501 | 10153207290001 | Ladda upp en bild av detta fornminne      |
| Askum 730:1                      | Hällristning                     |              | Askum, Bohuslän     |       | 58.393376, 11.314954 | 10153207300001 | Ladda upp en bild av detta fornminne      |
| Askum 730:2                      | Hällristning                     |              | Askum, Bohuslän     |       | 58.392893, 11.315028 | 10153207300002 | Ladda upp en bild av detta fornminne      |
| Askum 731:1                      | Hällristning                     |              | Askum, Bohuslän     |       | 58.399623, 11.324430 | 10153207310001 | Ladda upp en bild av detta fornminne      |
| Askum 733:1                      | Hällristning                     |              | Askum, Bohuslän     |       | 58.421371, 11.377734 | 10153207330001 | Ladda upp en bild av detta fornminne      |
| Askum 736:1                      | Hällristning                     |              | Askum, Bohuslän     |       | 58.355684, 11.336685 | 10153207360001 | Ladda upp en bild av detta fornminne      |
| Askum 753:1                      | Hällristning                     |              | Askum, Bohuslän     |       | 58.410942, 11.337328 | 10153207530001 | Ladda upp en bild av detta fornminne      |
| Askum 754:1                      | Ristning, medeltid/historisk tid |              | Askum, Bohuslän     |       | 58.351346, 11.226699 | 10153207540001 | Ladda upp en bild av detta fornminne      |
| Askum 755:1                      | Hällristning                     |              | Askum, Bohuslän     |       | 58.412712, 11.337636 | 10153207550001 | Ladda upp en bild av detta fornminne      |
| Askum 756:1                      | Hällristning                     |              | Askum, Bohuslän     |       | 58.422292, 11.346264 | 10153207560001 | Ladda upp en bild av detta fornminne      |
| Askum 761                        | Hällristning                     |              | Askum, Bohuslän     |       | 58.414436, 11.339523 | 12000000036311 | Ladda upp en bild av detta fornminne      |
| Askum 762                        | Hällristning                     |              | Askum, Bohuslän     |       | 58.414387, 11.339603 | 12000000036315 | Ladda upp en bild av detta fornminne      |
| Askum 825                        | Hällristning                     |              | Askum, Bohuslän     |       | 58.396268, 11.336891 | 12000000079120 | Ladda upp en bild av detta fornminne      |
| Tånghällen (Tossene 88:1)        | Hällristning                     |              | Askum, Bohuslän     |       | 58.426167, 11.355877 | 10161200880001 | Ladda upp en bild av detta fornminne      |
| Tossene 320:1                    | Stenkammargrav                   |              | Askum, Bohuslän     |       | 58.420357, 11.300720 | 10161203200001 | Ladda upp en bild av detta fornminne      |